# كثيب جليدي

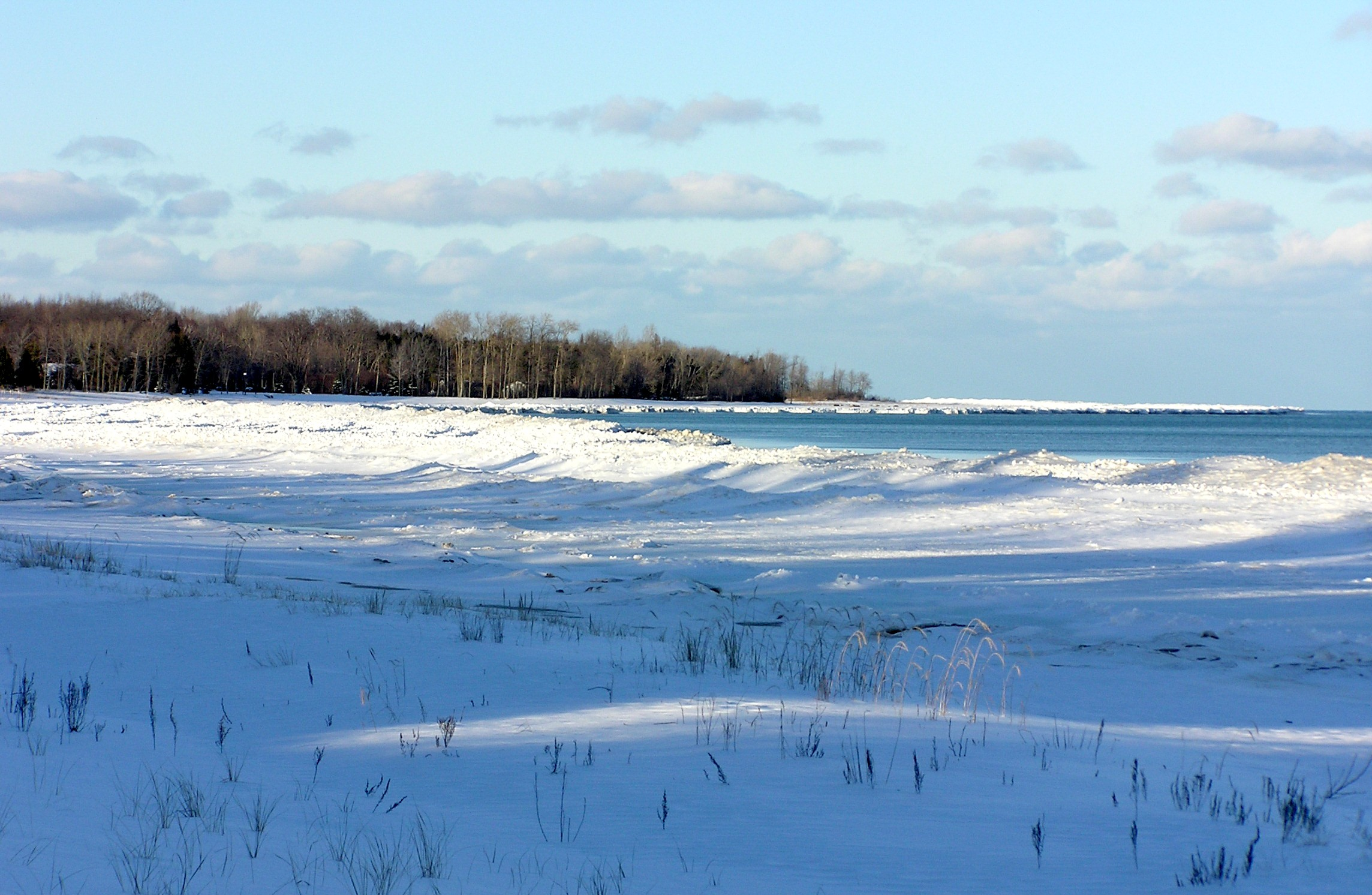
كثيب جليدي في بحيرة هرون

الكثيب الجليدي (بالإنجليزية: Ice dune)‏ هو تشكيل من الجليد والذي يتراكم على ضفاف العديد من شواطئ الأركتيك و أيضا على طول شواطئ البحيرات العظمى خلال فصل الشتاء.

## السبب
تتشكل الكثبان الجليدية عن طريق تساقط الثلوج و التراكم التدريجي لرذاذ الأمواج الشاطئية المتجمدة. بحيث تتشكل عندما تصل درجة الحرارة أقل من الصفر أي درجة حرارة المياه مساوية لدرجة التجمد.  لا يقل طول الكثبان الجليدية عن 6 أقدام ( 1.8 متر ) مع أن حجم الكثيب يعتمد على الشاطئ و الطقس  و مسافة المد و الجزر و تضاريس الشاطئ كل ذلك من شأنه أن يؤثر على حجم الكثبان الجليدية.